# Masahiro Fukuda
Masahiro Fukuda (Yokohama, 27. prosinca 1966.) japanski je nogometaš.

## Klupska karijera
Igrao je za Urawa Reds.

## Reprezentativna karijera
Za japansku reprezentaciju igrao je od 1990. do 1995. godine. Odigrao je 45 utakmice postigavši 9 pogodaka.
S japanskom reprezentacijom Masahiro Fukuda je igrao na Azijskom kupu 1992. i Kupa konfederacija 1995.

## Statistika
| Japan  | Japan | Japan |
| Godina | Nast. | Gol.  |
| ------ | ----- | ----- |
| 1990.  | 5     | 0     |
| 1991.  | 2     | 0     |
| 1992.  | 8     | 3     |
| 1993.  | 15    | 3     |
| 1994.  | 0     | 0     |
| 1995.  | 15    | 3     |
| Ukupno | 45    | 9     |

## Vanjske poveznice
- National Football Teams
- Japan National Football Team Database